# Kozakî, Kameanka-Buzka
Kozakî (în ucraineană Козаки) este un sat în comuna Starîi Dobrotvir din raionul Kameanka-Buzka, regiunea Liov, Ucraina.

## Demografie
Componența lingvistică a localității Kozakî
     Ucraineană (100%)
Conform recensământului din 2001, toată populația localității Kozakî era vorbitoare de ucraineană (100%).